# Valparaíso
Thành phố Valparaíso (/ˌvælpəˈraɪzoʊ/, tiếng Tây Ban Nha: [balpaɾaˈiso]) là thành phố và khu tự quản trung tâm của vùng đô thị lớn thứ 3 Chile. Thành phố này là tỉnh lỵ tỉnh Valparaíso và vùng Valparaíso. Thành phố có dân số 272.000 (2002) người, vùng đô thị có dân số 930.000 người. Quốc hội Chile được thành lập ở đây năm 1990 và đóng trụ sở ở đây. Trung tâm thành phố cách Santiago de Chile 111,8 km về phía tây bắc.
Trong lịch sử, Valparaíso từng đóng một vai trò rất quan trọng như là một địa điểm chính trị trong nửa cuối của thế kỷ 19, khi thành phố phục vụ như là một điểm dừng chân cho các tàu du lịch giữa Đại Tây Dương và Thái Bình Dương khi qua eo biển Magellan. Luôn luôn là một điểm đến thu hút người nhập cư châu Âu, các khu đô thị ở Valparaíso mọc lên như nấm vào thời hoàng kim của nó, khi thành phố được biết đến bởi các thủy thủ quốc tế với tên gọi "Little San Francisco" và "Jewel của Thái Bình Dương".
Các ví dụ về các vinh quang cũ của Valparaíso bao gồm sở giao dịch chứng khoán lâu đời nhất của châu Mỹ La tinh, sở cứu hỏa tình nguyện đầu tiên của lục địa, thư viện công cộng đầu tiên của Chile, và tờ báo lâu đời nhất ngôn ngữ Tây Ban Nha công bố liên tục trên thế giới. Việc mở kênh đào Panama và giảm giao thông tàu biển giáng một đòn vào kinh tế Valparaíso, mặc dù thành phố đã có một thời kỳ phục hồi ấn tượng trong những năm gần đây.
Mặc dù San Antonio gần đó đã trở thành cảng biển thương mại quan trọng nhất của đất nước về trọng tải di chuyển, thành phố của Valparaíso vẫn còn là một trung tâm văn hóa sôi động của Chile. Đại đô thị Valparaíso (bao gồm Valparaíso, Viña del Mar, Quilpué và Villa Alemana) có nồng độ dân số lớn thứ ba trong cả nước sau khi vùng đô thị Santiago và vùng đô thị Concepción.